# Bathophilus flemingi
Bathophilus flemingi is een straalvinnige vissensoort uit de familie van Stomiidae. De wetenschappelijke naam van de soort is voor het eerst geldig gepubliceerd in 1958 door Aron & McCrery.